# RIIZE JAPAN FANMEETING 2025『RIIZE : The Secret LIEZ』
RIIZE JAPAN FANMEETING 2025『RIIZE : The Secret LIEZ』（ライズ ジャパン ファンミーティング 2025『ライズ：ザ・シークレット・ライズ』）は、2025年1月18日・19日に神奈川・ぴあアリーナMMにて開催された、韓国のアイドルグループ・RIIZEの日本ファンクラブイベント。

## 概要
2024年5月にRIIZEの日本オフィシャルファンクラブ「BRIIZE JAPAN」が開設されて以来、初となるファンクラブイベント。“探偵”をコンセプトに、ファンと一緒に楽しめる企画や、日本では初披露となる楽曲を含むライブパフォーマンスを実施した。
本イベントは、RIIZE日本ファンクラブ「BRIIZE JAPAN」会員のみが参加できるもので、全3公演で約28,800人を動員した。

## 日程
| 開催日 | 開催日  | 開始時刻 | 国   | 都市 | 会場           |
| ------ | ------- | -------- | ---- | ---- | -------------- |
| 2025年 | 1月18日 | 17:00    | 日本 | 横浜 | ぴあアリーナMM |
| 2025年 | 1月19日 | 14:00    | 日本 | 横浜 | ぴあアリーナMM |
| 2025年 | 1月19日 | 18:00    | 日本 | 横浜 | ぴあアリーナMM |

## 出演者
- RIIZE
- 篠原光アナウンサー（MC）

## セットリスト

### 前半：ゲームコーナー
MCを務める篠原光アナウンサーが誘拐されたという設定で、篠原アナを救うためにメンバーがミッションに挑戦。
1. 会場内のさまざまな場所に隠された「カバンを探す」。
2. カバンの中から篠原アナの監禁場所のヒントを得ると、さらなるヒントのために「人間知恵の輪」にチャレンジ。
3. 電流が走るビリビリ椅子に座りながら「暗号の謎を解く」。

### 後半：ライブパフォーマンス
- VCR -
1. Combo
2. Hug

- Ment -
1. 9 Days
2. Lucky

- Ment -
1. Boom Boom Bass

- Ment -
1. One Kiss

## グッズ
本イベントのグッズが、Weverse Shopにて販売された。当日の会場混雑を回避するため、イベント当日の一般販売ブースの運営はなく、事前にアプリ上で購入し、会場でグッズを受け取る「会場受取販売」が行われた。

### 購入方法
- 会場受取販売：Pick-up事前販売（時間予約あり）
- 会場受取販売：Pick-up当日販売（時間予約なし）
- EC販売

### グッズ内容
- BIGうちわ
- ミニキャップポーチキーホルダー
- ボイスキーホルダー
- Secret Agent Card（ケース付き）
- ランダムアクリルキーホルダー
- ランダムフォトカード
- 缶バッジキーホルダー
- ぬいぐるみバッジ（フォトカード付き）
- ユニフォーム[注 1]
- ビーニー
- ショルダーバッグ
- ブレスレット
- 【購入特典】ランダムフォトカード

## 関連動画
| 公開日 | 公開日   | タイトル                                                                     | タイトル                                                                     | リンク |
| ------ | -------- | ---------------------------------------------------------------------------- | ---------------------------------------------------------------------------- | ------ |
| 2025年 | 1月17日  | ℝ𝕀𝕀ℤ𝔼 𝕁𝔸ℙ𝔸ℕ 𝔽𝔸ℕ𝕄𝔼𝔼𝕋𝕀ℕ𝔾 𝟚𝟘𝟚𝟝🔍『ℝ𝕀𝕀ℤ𝔼：𝕋𝕙𝕖 𝕊𝕖𝕔𝕣𝕖𝕥 𝕃𝕀𝔼ℤ』🕵                     | ℝ𝕀𝕀ℤ𝔼 𝕁𝔸ℙ𝔸ℕ 𝔽𝔸ℕ𝕄𝔼𝔼𝕋𝕀ℕ𝔾 𝟚𝟘𝟚𝟝🔍『ℝ𝕀𝕀ℤ𝔼：𝕋𝕙𝕖 𝕊𝕖𝕔𝕣𝕖𝕥 𝕃𝕀𝔼ℤ』🕵                     | ▶      |
| 2025年 | 2月4日   | RIIZE JAPAN FANMEETING 2025 ‘RIIZE：The Secret LIEZ’ \| RISE & REALIZE EP.57 | RIIZE JAPAN FANMEETING 2025 ‘RIIZE：The Secret LIEZ’ \| RISE & REALIZE EP.57 | ▶      |
| 2024年 | 11月12日 | 謎解きチャレンジ                                                             | ウォンビン                                                                   | ▶      |
| 2024年 | 11月17日 | 謎解きチャレンジ                                                             | ウンソク                                                                     | ▶      |
| 2024年 | 11月23日 | 謎解きチャレンジ                                                             | アントン                                                                     | ▶      |
| 2024年 | 12月1日  | 謎解きチャレンジ                                                             | ソンチャン                                                                   | ▶      |
| 2024年 | 12月7日  | 謎解きチャレンジ                                                             | ソヒ                                                                         | ▶      |
| 2024年 | 12月15日 | 謎解きチャレンジ                                                             | ショウタロウ                                                                 | ▶      |

## 関連イベント
- 「BRIIZE JAPAN」入会キャンペーン

ファンクラブイベントの開催を記念して、「BRIIZE JAPAN」入会キャンペーンを実施。対象期間内にファンクラブ入会した会員全員、及びファンミーティングのチケットを購入した既存会員全員に「限定トレーディングカード」をプレゼント。
- ラッキードローイベント

ファンクラブイベントでの来日を記念して、1stミニアルバム『RIIZING』と『RIIZING：Epilogue』、日本デビューシングル『Lucky』を対象としたラッキードローイベントを開催。ラッキードローイベント開催期間中に、HMV・タワーレコード対象店舗・Weverse Shop・UNIVERSAL MUSIC STOREにて対象商品を1枚購入につき、限定絵柄「日本オリジナルセルフィーフォトカード」をランダムで1枚プレゼント。さらに、ファンミーティングの会場でも同様のラッキードローイベントが開催された。